# Zagrodno (gmina)
Zagrodno – gmina wiejska w województwie dolnośląskim, w powiecie złotoryjskim. W latach 1975–1998 gmina położona była w województwie legnickim.
Siedziba gminy to Zagrodno.
Według danych z 30 czerwca 2004 gminę zamieszkiwało 5695 osób.

## Struktura powierzchni
Według danych z roku 2002 gmina Zagrodno ma obszar 122,09 km², w tym:
- użytki rolne: 81%
- użytki leśne: 9%

Gmina stanowi 21,22% powierzchni powiatu.

## Demografia

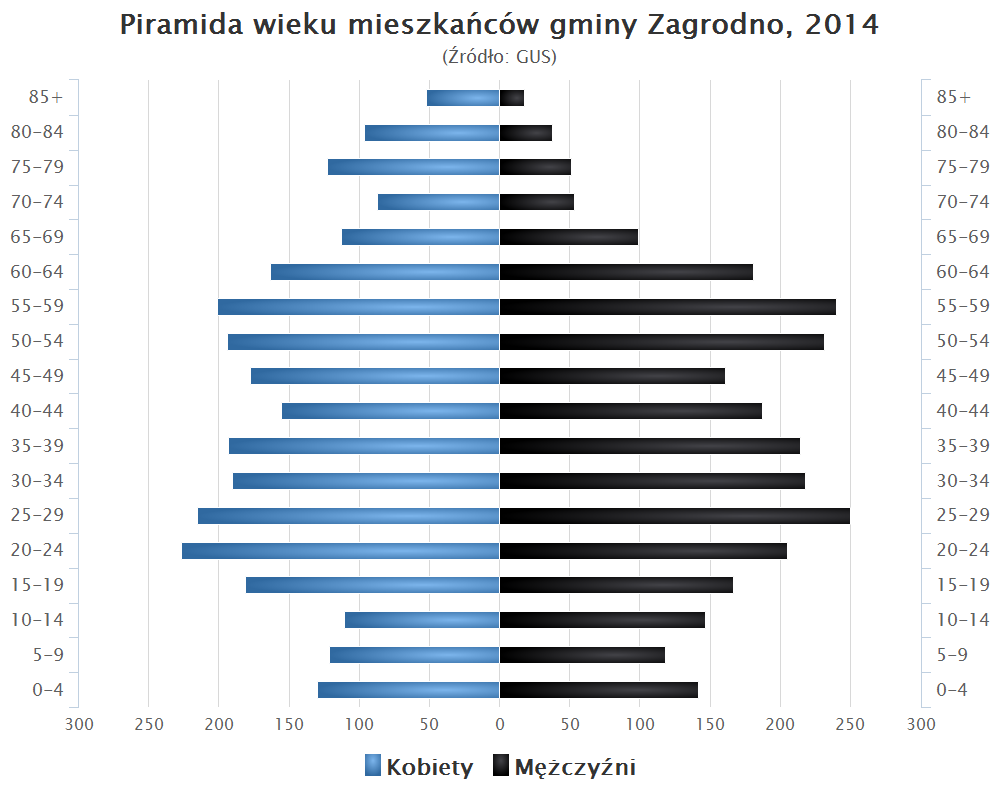
Piramida wieku mieszkańców gminy Zagrodno w 2014 roku

Dane z 30 czerwca 2004:
| Opis                              | Ogółem | Ogółem | Kobiety | Kobiety | Mężczyźni | Mężczyźni |
| --------------------------------- | ------ | ------ | ------- | ------- | --------- | --------- |
| jednostka                         | osób   | %      | osób    | %       | osób      | %         |
| populacja                         | 5695   | 100    | 2900    | 50,9    | 2795      | 49,1      |
| gęstość zaludnienia (mieszk./km²) | 46,6   | 46,6   | 23,8    | 23,8    | 22,9      | 22,9      |

## Sołectwa
Brochocin, Grodziec, Jadwisin, Łukaszów, Modlikowice, Olszanica, Radziechów, Uniejowice, Wojciechów, Zagrodno, Zagrodno-Osiedle.

## Sąsiednie gminy
Chojnów, Pielgrzymka, Warta Bolesławiecka, Złotoryja